# Myto ogarów
Myto ogarów (ang. Toll the Hounds) – ósmy z dziesięciu tomów epickiej serii fantasy Malazańskiej Księgi Poległych kanadyjskiego pisarza Stevena Eriksona.
Powieść opublikowano po raz pierwszy w 2008 roku w Wielkiej Brytanii. W Polsce pojawiła się w roku 2009 wydana nakładem wydawnictwa Mag w tłumaczeniu Michała Jakuszewskiego. Ze względu na znaczny rozmiar w polskim wydaniu została podzielona na dwie części:
- Myto ogarów. Miasto
- Myto ogarów. Początek